# Eurybunus brunneus
Espèce
Eurybunus brunneus est une espèce d'opilions eupnois de la famille des Globipedidae.

## Distribution
Cette espèce est endémique de Californie aux États-Unis.

## Description
L'holotype mesure 9 mm.

## Systématique et taxinomie
Cette espèce a été décrite par Banks en 1893.

## Publication originale
- Banks, 1893 : « The Phalanginae of the United States. » The Canadian Entomologist, vol. 25, p. 205–211 (texte intégral).